# دوداي
دوداي هي قرية في مقاطعة بل دشت، إيران. يقدر عدد سكانها بـ 33 نسمة بحسب إحصاء 2016.